# Камчатка (телерадиокомпания)
Государственная телевизионная и радиовещательная компания «Камчатка» — филиал ФГУП «Всероссийская государственная телевизионная и радиовещательная компания» в Камчатском крае.
Вещание ведётся на трёх языках: русский, корякский и ительменский.

## История
От Петропавловска до окраин
6 октября 1959 года началась первая техническая передача Камчатского телевидения из телецентра на Никольской сопке.
к 1961 году на была закончена постройка аппаратно-студийного комплекса, кинопроекционная, зал передатчиков МТР 5/2,5, стометровая башня.
С 1 мая 1961 года начались первые опытные передачи, которые проходили по 3 раза в неделю продолжительностью по 2-3 часа.
17 октября 1961 года комиссией был подписан акт приема телецентра, именно этот день считается днем начала регулярного телевизионного вещания.
До начала 70-х годов программа местного телевидения транслировалась только в областном центре. С запуском первых спутников связи «Молния-1» жители Камчатки получили возможность смотреть программы ЦТ. С 1973 по 1981 годы на Камчатке вошли в строй 5 станций космической связи «Орбита» — в Петропавловске-Камчатском, Ключах, Палане, Тиличиках, Оссоре. Телевидение шагнуло в районы области. Эти станции монтировались с помощью работников заводов-изготовителей, за исключением станции «Орбита-ПП» на Командорах — она была построена и сдана в эксплуатацию только силами инженерно-технических работников ОРТПЦ.
Важнейшим событием в жизни предприятия и населения Мильковского и Усть-Камчатского районов стало окончание строительства радиорелейной линии Петропавловск-Мильково-Козыревск в 1985 году, положившей начало развитию ТВ в поселках, расположенных в долине реки Камчатка. С появлением нового поколения недорогих и надежных станций систем «Экран» и «Москва» появилась возможность трансляции ТВ программ по всей Камчатке.
Перенос телецентра
В 1983 была решена сложнейшая задача переноса телецентра на новое место. Телецентр на Никольской сопке к тому времени не удовлетворял потребностям областного центра, во многих районах города прием ТВ сигнала был неудовлетворительным. Поэтому работниками ОРТПЦ было построено новое здание на сопке Мишенной, возведена мачта высотой 80 метров, что существенно улучшило прием ТВ программ в городе Петропавловске-Камчатском.
С 2000 года в отдаленных районах области начинается установка новых цифровых приемников «PANSAT» и «HUMAX» для организации программы НТВ. А с 2003 года станции «Москва» заменяются на цифровые приемники.
В 2003 году выведен из эксплуатации телецентр на сопке Никольской. Временно все службы разместились в новом здании, по ул. Советской. Позже было принято решение о закреплении здания по адресу Советская, 62 за ГТРК «Камчатка».
Переход на новые стандарты
С 27 апреля 2018 года ГТРК «Камчатка» вещает в составе цифрового мультиплекса. 17 апреля 2019 г. компания полностью перешла на цифровое оборудование и вещание по стандарту телевидения высокой чёткости (FullHD 1080p).

## Передачи
С самого основания телецентра в эфире телеканала были как информационные программы, так и программы тематического вещания. Выпуски новостей требовали длительной подготовки — длительной съёмки, монтажа. А программы тематического вещания часто проходили в прямом эфире. Одними из первых передач были телеспектакли. Зачастую, актёрами в этих спектаклях становились дети. Были и первые ток-шоу. Так «Новогодние встречи на Никольской», стали доброй традицией телеканала вплоть до его закрытия.
Одна из самых известных телепередач на Камчатке — «В гостях у Бабушки Яни». Актриса Камчатского театра драмы и комедии Ядвига Гребенюк в течение 30 лет вела эту передачу. Бабушка Яня рассказывала юным телезрителям сказки, приглашала участвовать в конкурсах. В передаче часто выступали ребята с вокальными, хореографическими номерами.
Тематические передачи до 2007 года
- «АСК»
- «Вектор»
- «В гостях у Бабушки Яни»
- «Новогодние встречи на Никольской»
- «NEXT»

После волны реорганизаций телекомпания перестала вещать на собственной частоте. Упор был сделан на новостные программы. В 2002 году была создана объединённая служба «Вести — Камчатка». С 1 января 2005 года телекомпания была полностью переведена только на информационное вещание. Были утрачены многие тематические передачи. Телеканал начал вещать только на спутниковых врезках в телеканал «Россия-1».
Однако с предоставлением эфира на телеканале «Россия-24» в эфир стали возвращаться тематические передачи.
Одной из самых популярных передач была «Право на руль». Две девушки-ведущие (Александра Галдина и Залина Корбанова) каждый месяц проводили небольшой ликбез для автолюбителей полуострова.
Авторские передачи Ольги Никитиной «Интересная Камчатка» и «PRO СПОРТ» не раз показывали центральные телеканалы ВГТРК.
Тематические передачи ГТРК «Камчатка» (2019)
- «Актуальное интервью»
- «В пятницу вечером»
- «Здравоохранение»
- «Навигатор автомобилиста»
- «Мобильный репортёр»
- «Городские истории»

## Корреспондентские пункты
- ЗАТО Вилючинск
- пгт Палана
- п. Усть-Камчатск

## Журналисты
- Ольга Богомолова — начальник Службы информационных программ
- Наталия Гречкина — заместитель начальника Службы информационных программ
- Александра Острикова[2] — специальный корреспондент
- Алена Дебарбиери — редактор выпуска
- Антон Богомолов — оператор, корреспондент
- Анна Каднай — корреспондент
- Валерий Шамарин — оператор
- Владимир Коптелев — ведущий информационных программ
- Дмитрий Санников — оператор
- Евгений Кудрявцев  — редактор выпуска
- Елизавета Синитович — корреспондент
- Иван Кулаков — оператор
- Илья Болдырев — ведущий радио эфира
- Максим Тиунов — ведущий радио эфира
- Максим Тихонов — корреспондент
- Мария Лысенко — корреспондент
- Мария Острижная — корреспондент
- Михаил Юдаев — оператор, корреспондент
- Наталья Афанасенко — ведущий радио эфира
- Сеон Пешкова — корреспондент

В разное время в редакции работали:
- Аделина Серенович
- Александр Косматов
- Александра Новикова
- Александра Радченко
- Алина Клыкова
- Алиса Риц
- Анастасия Висящева
- Анастасия Овчинникова
- Анастасия Чернова
- Анна Жуковская
- Анна Малолетникова
- Борис Горбунов
- Валентина Боковикова
- Валерия Никишина
- Валерия Стычинская
- Владимир Басков
- Владимир Жуковский[3]
- Владимир Иванченко — оператор
- Владимир Юрчук
- Гульшат Салимова
- Даниил Тараканов
- Дарья Кадачигова
- Денис Болтенко
- Диана Заболотская
- Дмитрий Пюкке
- Дмитрий Чернов
- Евгений Рыбалкин
- Екатерина Семукова
- Елена Злотник
- Залина Корбанова
- Ива Казанцева
- Ирина Скуратович
- Карина Клибадзе
- Клавдия Балащук
- Ксения Чернышова
- Лариса Аникина
- Марина Ахтямова
- Мария Воронцова
- Мария Крылова
- Мария Кузьменко
- Марк Гордюшин
- Михаил Рудько
- Наталья Медведева
- Оксана Вецлер
- Оксана Повышева
- Олеся Вольченко
- Ольга Никитина
- Ольга Семëнова
- Полина Грудистова
- Раиса Малиновская
- Светлана Хохрина
- Сергей Нохрин
- Юлия Бородина
- Юлия Таначёва
- Юлия Туганова
- Юрий Кисляк

## Теле- и радиоканалы ГТРК «Камчатка»
- Телеканал «Россия-1 Камчатка»
- Телеканал «Россия-24 Камчатка»
- Радиоканал «Радио России Камчатка»
- Радиоканал «Радио Маяк Камчатка»
- Радиоканал «Радио Вести-FM  Камчатка»

## Время выхода в эфир
- Телеканал «Россия-1 Камчатка» (понедельник-пятница 06:07, 06:35, 07:07, 07:35, 08:07, 08:35, 09:00, 09:34, 11:30, 21:10, суббота 14:30, 20:50, воскресенье 14:30)
- Телеканал «Россия-24 Камчатка» (понедельник-пятница 10:00, 16:00, 21:00, воскресенье 17:00)
- Радиоканал «Радио России Камчатка» (понедельник-пятница 08:10, 12:10, 17:45, в праздничные дни 08:10, 11:10)
- Радиоканал «Радио Маяк Камчатка»
- Радиоканал «Радио Вести-FM  Камчатка»